# 太田村 (茨城県行方郡)
太田村（おおたむら）は茨城県行方郡にかつて存在した村である。

## 地理
- 現在の行方市の南東部、旧麻生町の東部に位置する。
- 村は北浦の西岸に位置し、村内には北浦の支流が流れている。
- 村域は台地と平地が入り組む谷戸が多い地形になっている。

## 歴史

### 村域の変遷
- 1889年（明治22年）4月1日 - 町村制施行により、根小屋村・矢幡村・石神村が合併し行方郡太田村が発足。
- 1955年（昭和30年）3月31日 - 麻生町・大和村・小高村・行方村と合併し、改めて麻生町が発足。同日太田村廃止。

変遷表
| 1868年 以前 | 1868年 以前 | 明治22年 4月1日 | 昭和30年 3月31日 | 平成17年 9月2日 | 現在   |
| ----------- | ----------- | --------------- | ---------------- | --------------- | ------ |
|             | 根小屋村    | 太田村          | 麻生町           | 行方市          | 行方市 |
|             | 矢幡村      | 太田村          | 麻生町           | 行方市          | 行方市 |
|             | 石神村      | 太田村          | 麻生町           | 行方市          | 行方市 |

## 人口・世帯

### 人口
総数 [単位： 人]
| 1891年（明治24年） | 2,384 |
| 1920年（大正 9年） | 1,686 |
| 1924年（大正13年） | 1,845 |
| 1927年（昭和 2年） | 2,015 |
| 1935年（昭和10年） | 1,765 |
| 1950年（昭和25年） | 2,407 |

### 世帯
総数 [単位： 世帯]
| 1920年（大正 9年） | 311 |
| 1920年（大正13年） | 308 |
| 1927年（昭和 2年） | 304 |
| 1935年（昭和10年） | 327 |
| 1950年（昭和25年） | 395 |